# Spielflöte
Il spielflöte è un particolare registro dell'organo.

## Struttura
Si tratta di un registro ad anima semitappato della famiglia dei flauti, tipico della tradizione organaria tedesca, apparso per la prima volta nel XVI secolo. Esiste nelle misure da 8', 4' e 2' e le sue canne, in metallo, hanno una parte inferiore di forma cilindrica e una parte superiore conica.
Secondo il musicologo Stevens Irwin, la lunghezza della sezione di forma conica costituisce 1/4 o 1/2 della lunghezza dell'intera canna. Poiché la parte superiore non può essere manipolata, l'intonazione avviene agendo sui lati della bocca della canna. L'apertura alla sommità varia a seconda delle diverse scuole organarie, ma, quando è stretta, produce un suono simile a quello del flauto a camino e del flauto conico.